# De hoy a mañana (programa de televisión)
De hoy a mañana es un programa de televisión centrado en el debate político y en la actualidad social, emitido por 13 TV en los períodos vacacionales de lunes a jueves a las 21:45. El programa, que comenzó siendo un programa diario, se estrenó el 29 de noviembre de 2010.

## Historia y formato
De hoy a mañana fue planteado como un programa informativo que combinaría, además de la información al uso, el debate sobre la actualidad y el avance de la prensa del día siguiente. El programa, que se estrenó el 29 de noviembre de 2010, se emitía de lunes a jueves entre las 23:30 y la 01:00 y estaba presentado por Adolfo Arjona y Milena Martín. Asimismo, para reforzar su oferta informativa, el programa fichó a los periodistas deportivos Paco González y Juan Pablo Colmenarejo para realizar conexiones en directo.
Por su parte, el programa contó con una edición especial que se emitía los viernes entre las 22:00 y las 00:00, con un formato más orientado hacia el magacín de la mano de Inmaculada Galván y P.J. Rodríguez. Sus contenidos combinaban la tertulia, el reportaje, la entrevista y la noticia e, incluso, avanzaba la actualidad del cine de fin de semana o las previsiones del tiempo para el sábado y el domingo.
En 2011, el programa cambió a sus presentadores y Alfonso Merlos tomó las riendas.
En 2012, 13 TV anunció el fichaje de Carlos Cuesta, periodista con experiencia en presentar tertulias, el cual pasó a presentar De hoy a mañana en sustitución de Alfonso Merlos. Además, cambió su horario, pasando del late night al prime time. Asimismo, los contenidos de De hoy a mañana pasaron a centrarse únicamente en el debate político y de la actualidad social de España, siendo su base las tertulias entre los invitados. Durante el programa los telespectadores pueden responder vía telefónica (sin entrar en directo) a una pregunta de carácter cerrado, con dos opciones de respuesta, sobre el tema de actualidad expuesto al principio del programa. Aparte del debate, se efectúan sondeos de opinión a pie de calle y lectura y un análisis de las portadas de los rotativos del día siguiente.
Desde 2013, tras la llegada del programa similar llamado El cascabel, De hoy a mañana pasó a emitirse únicamente durante los períodos vacacionales. A pesar de ello, el formato mantiene su habitual éxito entre sus seguidores.

## Equipo

### Presentadores
- Adolfo Arjona (2010-2011)
- Milena Martín (2010-2011)
- Inmaculada Galván (2010-2011)
- P.J. Rodríguez (2010-2011)
- Alfonso Merlos (2011-2012)
- Carlos Cuesta (2012-)

### Colaboradores
Los habituales comentaristas políticos de la tertulia son políticos, académicos y periodistas como Isabel Durán, Cristina López Schlichting, Juan Iranzo, Jaime González, Cristina Alberdi, Ketty Garat, Víctor Arribas, Carmen Tomás, Esther Palomera, Joaquín Leguina, Miguel Ángel Rodríguez, Montse Suárez, Federico Quevedo, María Antonia Trujillo, Francisco Marhuenda, Eva Llarandi, Ricardo Martín, Francisco Granados, Edurne Uriarte y Hermann Tertsch.